# Clemens Leusser

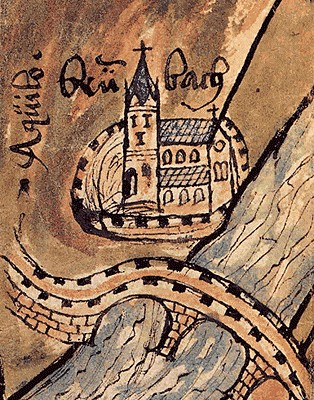
Kloster Bronnbach am Ufer der Tauber (älteste bekannte Darstellung 1518)

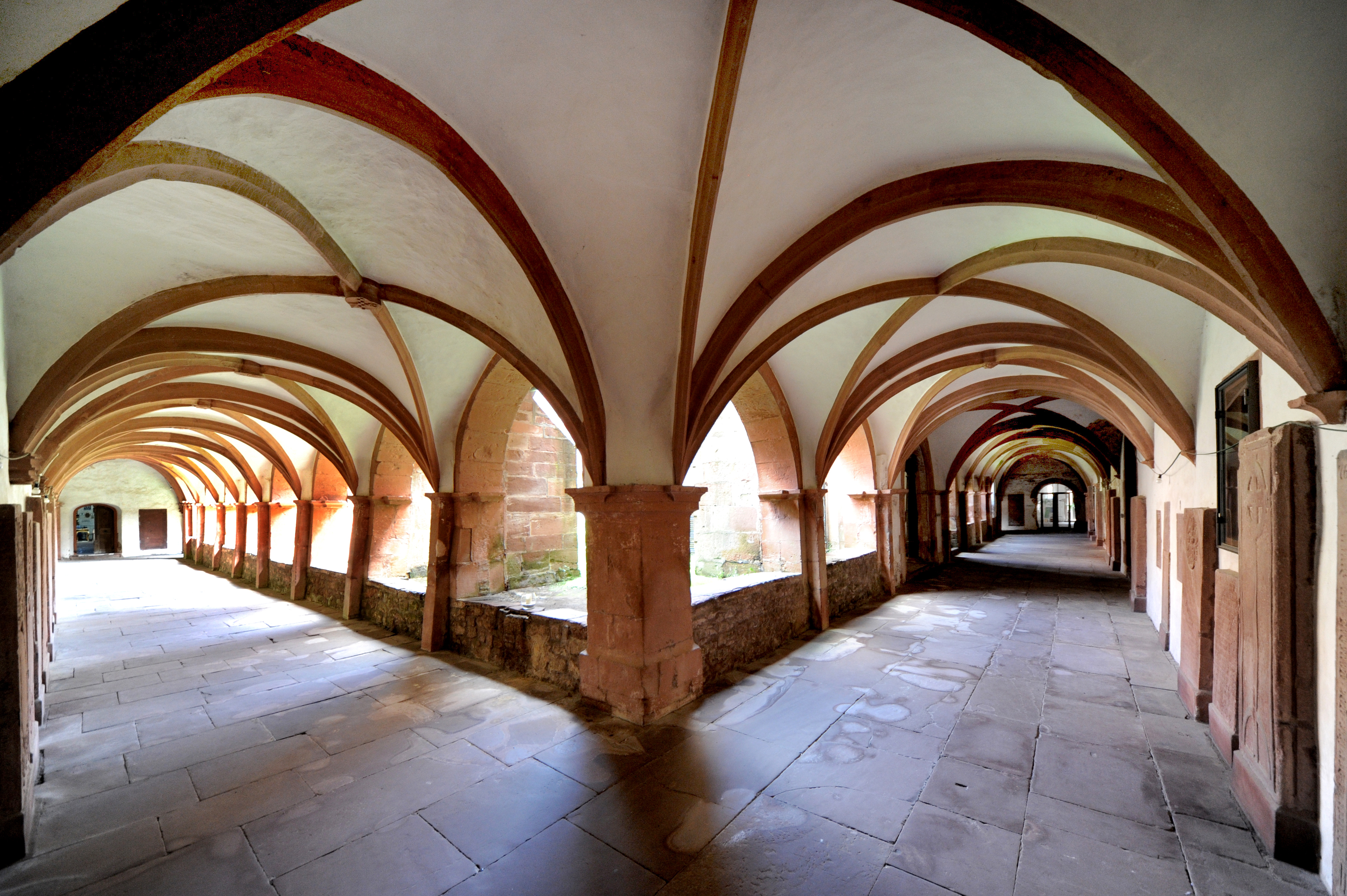
Kreuzgang des Klosters Bronnbach

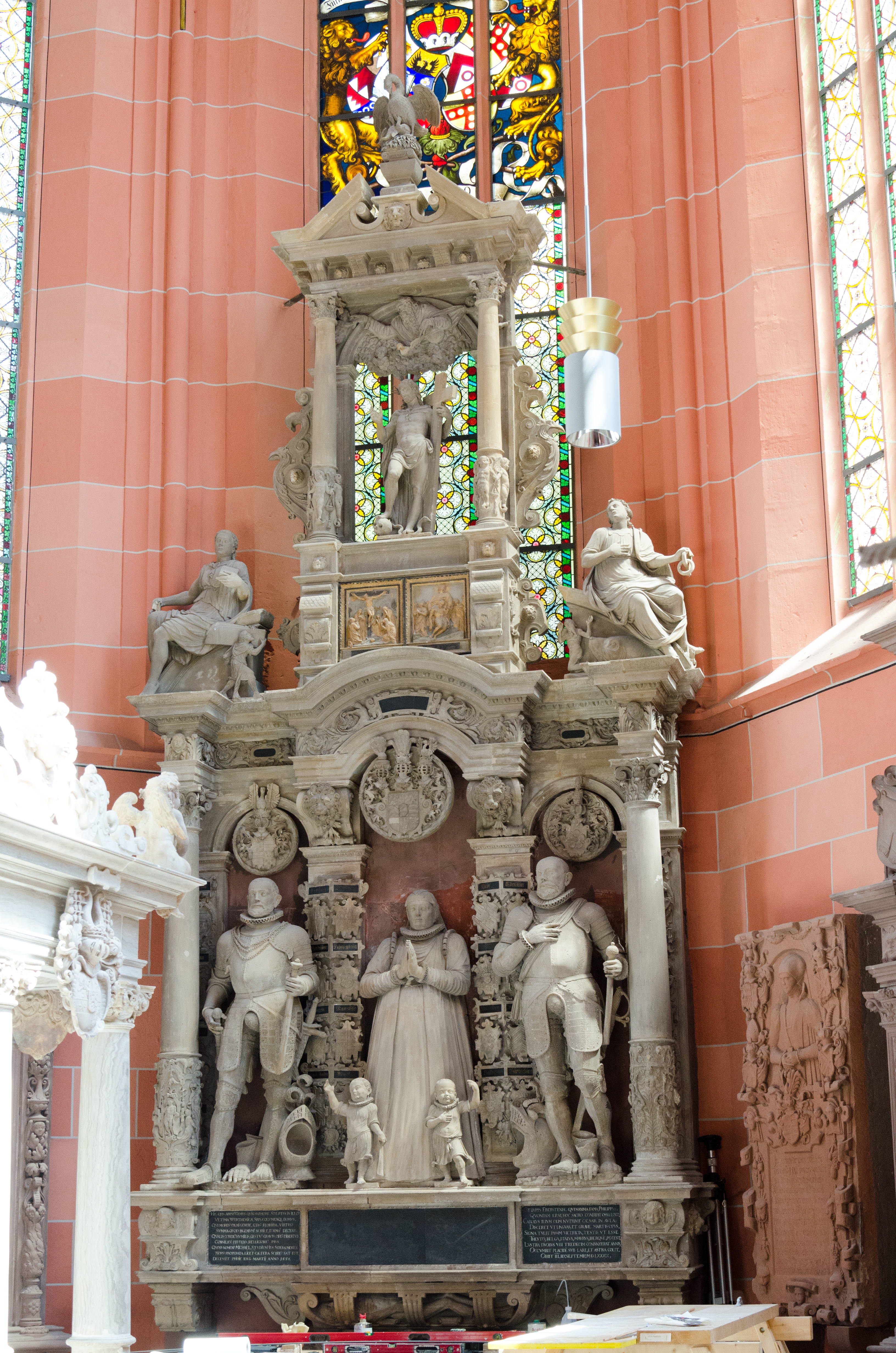
Ebersteinsches Epitaphium in der Stadtpfarrkirche Wertheim: Katharina zu Stolberg zwischen ihren beiden Gatten Michael III. Graf von Wertheim und Philipp Graf von Eberstein

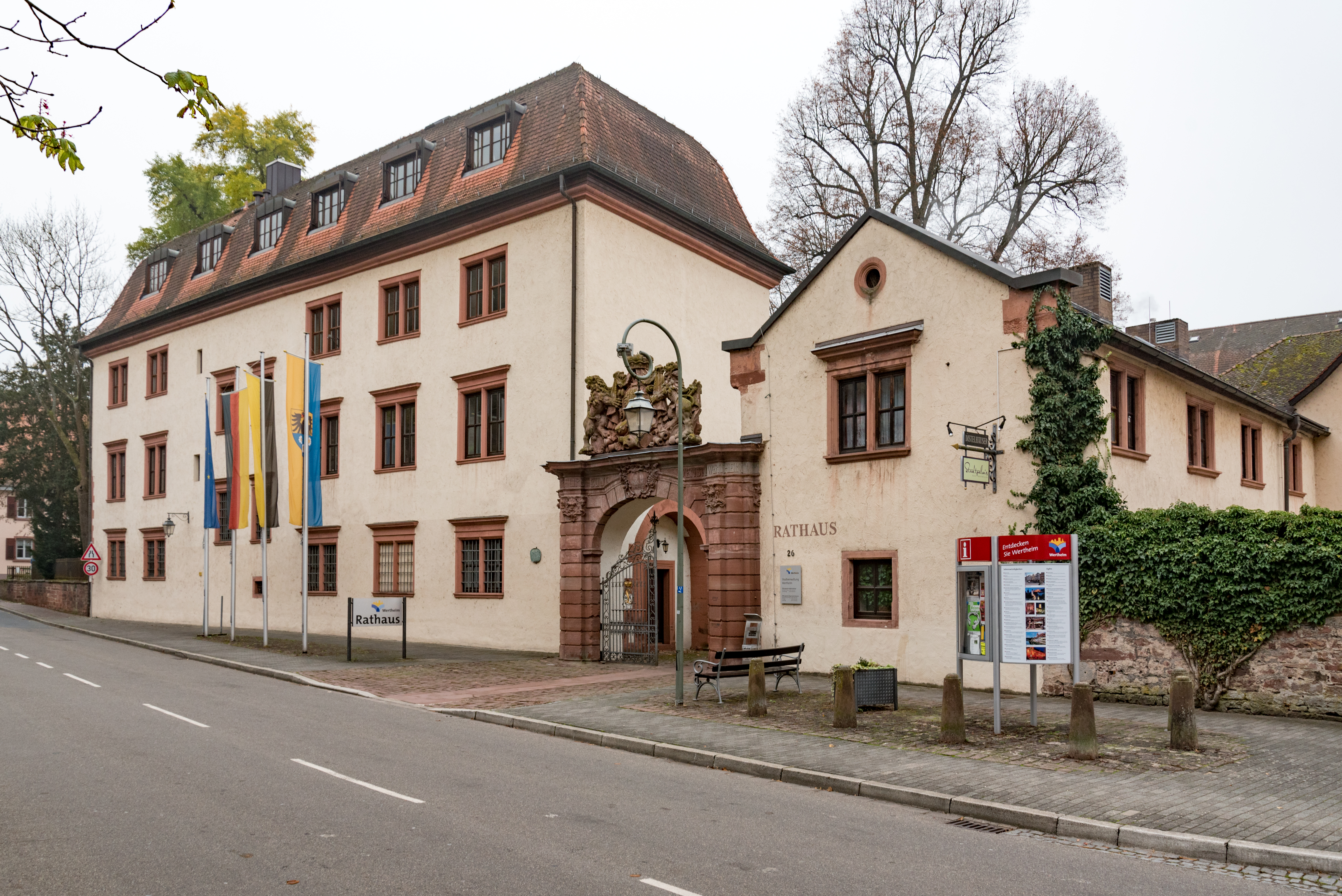
Ehemalige Fürstlich Rosenberg’sche (katholische) Hofhaltung in Wertheim, 1566 anstelle des von Leusser als Abt bewohnten Bronnbacher Hofes neu erbaut, heute Rathaus

Clemens Leusser (* 23. November 1518 bei Hardheim; † 6. Oktober 1572 in Wertheim) war ein Abt des Zisterzienserklosters Bronnbach, der sich der Reformation anschloss und das Kloster einige Jahre in reformatorischem Sinn leitete, wobei er unter anderem heiratete. Schließlich wurde er vom Würzburger Bischof abgesetzt und abgefunden. Danach baute er sich eine neue Existenz auf: als Vogt in gräflich-stolbergischen Diensten, Stadtrat und Bürgermeister von Wertheim, zuletzt als Kaufmann mit einem Handel für Sämischleder. Er verfasste im Jahr 1568 eine Autobiografie.

## Schüler und Mönch
Clemens Leusser war der Sohn von Valentin Leusser und Christine Hofrichter, die in der Nähe von Hardheim einen kleinen Hof betrieben. Er besuchte die Schule seines Heimatorts Hardheim, dann die in Walldürn. Im Pestjahr 1530 starb die Mutter, und der Vater holte ihn für landwirtschaftliche Arbeit auf den Hof zurück. Nachdem Valentin Leusser eine zweite Ehe eingegangen war, schickte er den Sohn wieder zur Schule, zunächst nach Külsheim und später nach Miltenberg. Auf Anordnung seines Vaters, ganz gegen seinen Willen und verzweifelt (wie er rückblickend schrieb), trat der Vierzehnjährige am 18. Oktober 1533 als Schüler ins Kloster Bronnbach ein und wurde am 15. August 1534 als Novize eingekleidet. Der einzige Unterrichtsinhalt war zu dieser Zeit das Auswendiglernen des Psalters. Mit sechzehn Jahren legte er am 10. Februar 1535 die Profess ab. Er war nun als Subcustos für Küsterdienste eingeteilt. 1537 stieg er zum Cellerar auf. Der Seuche des Jahres 1530 waren acht Mönche, etwa ein Drittel des Konvents, zum Opfer gefallen, was die Entwicklung der Abtei erheblich gefährdete.
Als Zwanzigjähriger empfing er 1538 die Priesterweihe durch den Würzburger Bischof und feierte am Vitalistag Primiz. Rückblickend betonte er in seiner Autobiografie, dass das alles zwangsweise mit ihm geschehen sei. Er habe angefangen, im Reich des Antichrist Wurzeln zu schlagen. 1540 wurde Leusser zum Subbursarius gewählt und war nun Mitarbeiter des Bursarius, der die Klosterfinanzen verwaltete, ein Amt, das er 1547 selbst bekleidete.

## Abt von Bronnbach
Nach dem Tod des 38. Abtes von Bronnbach, Markus Haug, am 23. November 1548 wählten die Mönche von Bronnbach einstimmig Clemens Leusser zu dessen Nachfolger. Dass aber nur neun von 14 Konventualen  an der Wahl teilnahmen, gilt als ein Indiz, dass Graf Michael III. von Wertheim Leusser als seinen Kandidaten durchsetzen wollte und daher einige Mönche von der Wahl abhielt. Diese Wahl bestätigte Abt Jean XI. Loysier von Cîteaux am 5. Februar 1549, und am 28. April 1549 benedizierte der Würzburger Weihbischof Georg Flach Leusser als 39. Abt von Bronnbach.
In seinen ersten beiden Amtsjahren leitete Leusser das Kloster in traditioneller Weise und nahm sechs Novizen auf. Er interessierte sich aber zunehmend für reformatorische Schriften. Er fing an, Texte von Martin Luther, Philipp Melanchthon und Johannes Brenz mit der Bibel zu vergleichen. Das beunruhigte zwar sein Gewissen, wie er schrieb, doch wollte er an seinem ruhigen Leben festhalten. Die Nachrichten vom Tridentiner Konzil 1551/52 machten dann jedoch seine Hoffnung auf eine Kirchenreform zunichte. Er rang sich dazu durch, selbst etwas zu unternehmen, da er keine Privatperson sei, sondern Verantwortung für seine Mitbrüder und die Gemeindeglieder in den Pfarreien habe. Die Confessio Augustana von 1530 betrachtete er nun als maßgebliche Bekenntnisschrift. Indem er reformatorische Bücher ankaufte und sie seinen Mitbrüdern zugänglich machte, habe er auch die Mehrheit des Konvents für die Neuerungen gewonnen. Ende 1552 meldete er dem Grafen Michael III. von Wertheim, er habe im Kloster die Reformation eingeführt. So nahm er 24 mittellose Jugendliche auf und stellte einen Lehrer ein, um sie im Kloster als lutherische Pfarrer oder Schulmeister auszubilden. Damit leitete er die Transformation eines Zisterzienserklosters zur protestantischen Klosterschule ein, wie sie mehrfach, unter anderem in Maulbronn, erfolgreich durchgeführt wurde. Leussers Schulgründung „blühte und fiel mit dem letzten Wertheimischen Grafen.“ Ostern 1553 wurde in der Klosterkirche und den zugehörigen Pfarreien der Gemeinde das Abendmahl unter beiderlei Gestalt gereicht.
Der Markgräflerkrieg (1552 bis 1554) schädigte auch das Kloster Bronnbach, das Kriegssteuern und Naturallieferungen an die kriegführenden Parteien aufbringen musste. 1554 musste der Konvent die Klostergebäude vorübergehend verlassen. Der Abt zog mit dem Archiv und einem wesentlichen Teil des Klosterschatzes in den Klosterhof, den die Zisterzienser in der Stadt Wertheim besaßen. Von hier aus versuchte er, das Kloster weiterhin zu leiten. Der Prior und drei weitere Konventualen traten Stellen als lutherische Pfarrer an und heirateten; Leusser gab ihnen hierzu die Erlaubnis.
Der Würzburger Fürstbischof Melchior Zobel von Giebelstadt ging gegen den lutherischen Zisterzienserabt vor, der ihm allerdings nicht unterstellt war. Auf der Rückreise von der Frankfurter Herbstmesse 1554 sollte Leusser im Hochstift Mainz verhaftet werden. Fünf mainzische Reiter und eine Gruppe von Bauern fingen ihn bei Stockstadt ab und fragten ihn mit angelegtem Gewehr, ob er der Abt von Bronnbach sei. Um nicht an Ort und Stelle erschossen zu werden, behauptete Leusser hartnäckig, er wisse von keinem Abt und sei der Zinsschreiber von Wertheim. Da ihn die Mainzer nicht persönlich kannten, kam er damit durch.
Am 14. März 1556 starb Michael III. von Wertheim. Umgehend zeigte sich, dass ein Teil der Konventualen katholisch bleiben wollte – für ihren Abt Clemens war das Verrat, denn seine Mitbrüder gaben den Bischöfen von Mainz und Würzburg einen weiteren Grund, gegen ihn vorzugehen. Sie beschlagnahmten die in ihren Gebieten liegenden Klostergefälle und brachten Bronnbach so in wirtschaftliche Schwierigkeiten. Besonders die Sperrung des Würzburger Hofs traf Bronnbach schwer, denn von hier bezog die Abtei die Hälfte ihrer Einkünfte.
Clemens Leusser hatte in seinem Konflikt mit dem Fürstbischof von Würzburg die politische Unterstützung des Grafen Ludwig zu Stolberg und des Herzogs Christoph von Württemberg. Sie bestritten dem Würzburger Bischof das Visitationsrecht in Bronnbach; im Fall des Klosters Maulbronn (Mutterkloster von Bronnbach) nahm der Herzog ein solches Visitationsrecht für sich selbst in Anspruch. Friedrich von Wirsberg, 1558 zum neuen Bischof von Würzburg geweiht, machte Leusser das Angebot, zu konvertieren und als Abt ins Kloster zurückzukehren. Leusser lehnte jedoch ab. Der Würzburger Bischof ernannte und benedizierte noch im gleichen Jahr irregulär den Bronnbacher Konventualen Johann Pleitner, der katholisch geblieben war und als Pfarrer in Königshofen amtierte, zum 40. Abt von Bronnbach. „Mit Waffengewalt“ installierte er ihn am 25. Januar 1559. Abt Johann starb 1563 und hinterließ zwei Töchter, denen er mit fürstbischöflicher Erlaubnis das in der Zeit als Pfarrer erworbene Vermögen vererbte. Die Klosterschule bestand formell weiter, wurde aber 1571 für evangelische Schüler geschlossen und seit 1572 von Jesuiten geführt.

## Vogt, Stadtrat und Kaufmann
Am 8. Januar 1560 akzeptierte Clemens Leusser einen Vergleich und trat von seinem Amt als Abt zurück. Er stand seit Herbst des Vorjahres als Revisor in Diensten des Grafen zu Stolberg. Von 1561 bis 1563 war er gräflicher Hausvogt, ein Amt, das er aus gesundheitlichen Gründen aufgeben musste. Er war in dieser Zeit für Baumaßnahmen an der Burg Wertheim verantwortlich.
In Wertheim, wo er mit seiner Familie ein eigenes Haus in der Brückengasse bewohnte, erwarb er am 30. November 1564 das Bürgerrecht. Er wurde Mitglied des Stadtrats und Stadtgerichts und war von 1565 bis 1567 Altbürgermeister. Ab 1565 war er als Kaufmann tätig und handelte mit sämischem Leder; er besuchte dazu die Frankfurter Herbstmesse.

## Familie
Am 1. Juni 1557 heiratete Abt Clemens Marie Eberlin, die Tochter des 1533 verstorbenen ehemaligen Franziskaners und zuletzt lutherischen Pfarrers von Leutershausen, Johann Eberlin von Günzburg. Sie starb bereits am 10. November 1557. Leusser ging darauf am 25. Oktober 1558 die zweite Ehe mit Anna Rüdiger, der Tochter des Wertheimer Zinsschreibers, ein. Aus der zweiten Ehe stammten mehrere Kinder:
- Johannes * 3. Dezember 1559, † 28. Januar 1560;
- Christina * 10. September 1561, † 8. Mai 1562;
- Valentinus * 3. November 1562;
- Regina * 16. Mai 1564;
- Hans Conradt * 18. April 1566
- Clement Jörg * 8. April 1568.

## Grabmal
Clemens Leusser starb am 6. Oktober 1572 im Alter von 53 Jahren an einer Kolik, die mit einem epileptischen Anfall einherging. Mit diesem Nachtrag von zweiter Hand schließt das Manuskript seiner Autobiografie.

Er wurde auf dem Wertheimer Bergfriedhof beigesetzt; sein Grabmal aus rotem Sandstein ist erhalten. Der Aufbau des Wandgrabmals ist dreiteilig. Die von Pilastern begrenzte Mittelplatte zeigt als Relief die vor dem Kruzifix kniende Familie: links Clemens Leusser mit vier Söhnen, rechts seine beiden Ehefrauen mit drei Töchtern. Auf dem Sockel liest man die umfangreiche lateinische Grabinschrift (12 Distichen). Die Attika enthält Bibelverse und das Todesdatum. Die Inschrift lautet nach Joseph von Aschbach:
„Conditur hac Clemens parva Leusserus in urna,

Qui varias vitae sensit in orbe vices.

Brumbachii summos Abbatis adeptus honores,

Nil habuit sancta relligione prius.

Namque adytis removens ficti ludibria ritus,

Unde erat idolis constabilitus honos:

Mox fuit invisus latiae cultoribus aulae,

Cessit et officio, salvus honore, suo;

[I]ustificaque fide nitens, verboque salutis

Persistit unigenae credulus esse Deo.

Inde thori casta factus bis lege maritus,

Vidit foecundae pignora chara domus.

Consul et oblatas urbis moderatus habenas

Jure suis aequo civibus aequus erat.

Utque fuit scelerum vindex et amator honesti, 

Publica sic prompta commoda juvit ope.

Saepe piis studiis, horumque benignus alumnis

Auxiliatrices praebnit ipse manus.

Saepe levans miseros et opis melioris egentes,

Munifici meruit nomen habere viri.

Donec ab hic terris superam revocatus ad aulam,

Ad pia coelicolum gaudia fecit iter.

Nunc ubi foelicis factus novus aetheris haeres,

Ante Redemptorem vivit, oratque Deum.“
„In dieser kleinen Urne ist begraben Clemens Leusser,
der die Wechselfälle des Lebens in der Welt erlitt.
Er erlangte die höchsten Würden eines Abtes von Bronnbach,
(...)“

## Autobiografie
Warum Leusser 1568 eine Autobiografie verfasste, kann nur vermutet werden. Womöglich wollte er die Familie über seinen Werdegang im Kloster, die im Kloster von ihm vorgenommenen reformatorischen Veränderungen und seinen Übergang ins bürgerliche Leben informieren. Nach einem deutschen Eingangsgebet folgt eine lateinische Vita, die in Ich-Form Kindheit und Klosterjahre bis 1552 behandelt. Dann wechselt der Verfasser ins Deutsche und berichtet über die Kontroversen, die letztlich zu seiner Resignation als Abt führten. Dabei integriert er lateinische und deutsche Dokumente. Als Teil des Archivs aus Kloster Bronnbach gelangte Leussers Manuskript ins Fürstlich Löwenstein-Wertheim-Freudenbergsche Archiv in Wertheim (Signatur Br. 1049).
Ursprünglich umfasste das Manuskript 134 Blatt Folio, von Leusser selbst paginiert, einige Seiten wurden nachträglich herausgeschnitten.

## Nachwirken
Die Gewölbemalerei in der Sakristei der Brombacher Klosterkirche aus der zweiten Hälfte des 18. Jahrhunderts zeigt unter anderem Abt Clemens Leusser am Tisch mit Graf Michael III. von Wertheim; beide tragen einen Mühlstein um den Hals, weil sie sich für die Reformation einsetzten und dadurch nach Meinung des Künstlers bzw. Auftraggebers eine schwere Schuld auf sich luden.